# Gran Premio motociclistico d'Olanda 1969
Il Gran Premio d'Olanda fu il quinto appuntamento del motomondiale 1969.
Si svolse sabato 28 giugno 1969 sul circuito di Assen. Erano in programma tutte le classi.
Prima gara in programma quella della 50, dove Barry Smith portò la Derbi alla vittoria sulle favorite Kreidler e Jamathi.
Seguì la 350, dove Giacomo Agostini lottò con Bill Ivy finché la Jawa del britannico (secondo al traguardo) ebbe problemi di accensione.
Terza classe in programma la 250, dove Renzo Pasolini (rientrato dall'infortunio) vinse davanti al compagno di Marca Kel Carruthers.
Quarta cilindrata in pista la 125, classe nella quale Dave Simmonds confermò il suo dominio.
La gara della 500 vide l'ennesima vittoria del binomio MV Agusta-Agostini.
Ultima gara in programma quella dei sidecar, nella quale Helmut Fath vinse grazie ai ritiri di Klaus Enders e Siegfried Schauzu.

## Classe 500

### Arrivati al traguardo
| Pos. | Pilota           | Moto                    | Tempo      | Punti |
| ---- | ---------------- | ----------------------- | ---------- | ----- |
| 1    | Giacomo Agostini | MV Agusta               | 1h 04' 29" | 15    |
| 2    | Peter Williams   | Matchless               | +2' 35" 9  | 12    |
| 3    | Alan Barnett     | Kirby Metisse-Matchless | +2' 47" 1  | 10    |
| 4    | Gilberto Milani  | Aermacchi               | +1 giro    | 8     |
| 5    | Jack Findlay     | Aermacchi               | +1 giro    | 6     |
| 6    | Gyula Marsovszky | LinTo                   | +1 giro    | 5     |
| 7    | Godfrey Nash     | Norton                  | +1 giro    | 4     |
| 8    | Ron Chandler     | Seeley                  | +1 giro    | 3     |
| 9    | Billie Nelson    | Paton                   | +1 giro    | 2     |
| 10   | Karl Auer        | Matchless               | +1 giro    | 1     |
| 11   | Keith Turner     | LinTo                   | +1 giro    |       |
| 12   | Bohumil Staša    | ČZ                      | +1 giro    |       |
| 13   | Dan Shorey       | Seeley                  | +1 giro    |       |
| 14   | Tom Dickie       | Seeley                  | +1 giro    |       |
| 15   | Walter Scheimann | Norton                  | +1 giro    |       |
| 16   | Robin Fitton     | Norton                  | +1 giro    |       |
| 17   | Henk Kist        | Honda                   | +2 giri    |       |
| 18   | Paul Smart       | Seeley                  | +2 giri    |       |
| 19   | Terry Dennehy    | Honda                   | +2 giri    |       |
| 20   | Mike van Aken    | Bultaco                 | +3 giri    |       |

### Ritirati
| Pilota             | Moto        | Motivo ritiro |
| ------------------ | ----------- | ------------- |
| Percy Tait         | Triumph     |               |
| Silvano Bertarelli | Paton       |               |
| Karl Hoppe         | Metisse-URS |               |
| Steve Ellis        | LinTo       |               |
| Alberto Pagani     | LinTo       |               |
| André-Luc Appietto | Paton       |               |
| Theo Louwes        | Norton      |               |
| John Dodds         | LinTo       |               |

## Classe 350

### Arrivati al traguardo
| Pos. | Pilota              | Moto      | Tempo      | Punti |
| ---- | ------------------- | --------- | ---------- | ----- |
| 1    | Giacomo Agostini    | MV Agusta | 1h 04' 23" | 15    |
| 2    | Bill Ivy            | Jawa      | +51" 3     | 12    |
| 3    | Silvio Grassetti    | Yamaha    | +2' 50"    | 10    |
| 4    | Karl Hoppe          | Yamaha    | +3' 29" 8  | 8     |
| 5    | Jack Findlay        | Yamaha    | +1 giro    | 6     |
| 6    | Giuseppe Visenzi    | Yamaha    | +1 giro    | 5     |
| 7    | Kel Carruthers      | Aermacchi | +1 giro    | 4     |
| 8    | Cliff Carr          | Yamaha    | +1 giro    | 3     |
| 9    | Jan Kostwinder      | Yamaha    | +1 giro    | 2     |
| 10   | Leo Commu           | Yamaha    | +1 giro    | 1     |
| 11   | Jim Curry           | Aermacchi | +1 giro    |       |
| 12   | Billie Nelson       | Aermacchi | +1 giro    |       |
| 13   | Terry Grotefeld     | Yamaha    | +1 giro    |       |
| 14   | Adolf Ohligschläger | Yamaha    | +1 giro    |       |

## Classe 250

### Arrivati al traguardo
| Pos. | Pilota                 | Moto            | Tempo     | Punti |
| ---- | ---------------------- | --------------- | --------- | ----- |
| 1    | Renzo Pasolini         | Benelli         | 56' 36" 3 | 15    |
| 2    | Kel Carruthers         | Benelli         | +17" 6    | 12    |
| 3    | Santiago Herrero       | OSSA            | +26" 2    | 10    |
| 4    | Rodney Gould           | Yamaha          | +1' 20"   | 8     |
| 5    | Silvio Grassetti       | Yamaha          | +1' 55"   | 6     |
| 6    | Dieter Braun           | MZ              | +2' 20" 9 | 5     |
| 7    | Kent Andersson         | Yamaha          | +2' 43"   | 4     |
| 8    | Börje Jansson          | Kawasaki-Yamaha | +3' 26"   | 3     |
| 9    | John Ringwood          | Yamaha          | +1 giro   | 2     |
| 10   | Christian Ravel        | Yamaha          | +1 giro   | 1     |
| 11   | Giuseppe Visenzi       | Yamaha          | +1 giro   |       |
| 12   | Martti Pesonen         | Yamaha          | +1 giro   |       |
| 13   | Lothar John            | Yamaha          | +1 giro   |       |
| 14   | Lous van Rijswijk, Jr. | Yamaha          | +1 giro   |       |
| 15   | Leo Commu              | Yamaha          | +1 giro   |       |
| 16   | Terry Grotefeld        | Yamaha          | +1 giro   |       |
| 17   | Gyula Marsovszky       | Bultaco         | +1 giro   |       |
| 18   | František Šťastný      | Jawa            | +1 giro   |       |
| 19   | Toni Gruber            | Yamaha          | +1 giro   |       |
| 20   | Bob Coulter            | Bultaco         | +2 giri   |       |

## Classe 125

### Arrivati al traguardo
| Pos. | Pilota                 | Moto      | Tempo     | Punti |
| ---- | ---------------------- | --------- | --------- | ----- |
| 1    | Dave Simmonds          | Kawasaki  | 49' 15"   | 15    |
| 2    | Kent Andersson         | Yamaha    | +1' 34" 1 | 12    |
| 3    | Silvano Bertarelli     | Aermacchi | +2' 53" 3 | 10    |
| 4    | Ginger Molloy          | Bultaco   | +1 giro   | 8     |
| 5    | Tommy Robb             | Bultaco   | +1 giro   | 6     |
| 6    | John Dodds             | Aermacchi | +1 giro   | 5     |
| 7    | Siegfried Lohmann      | MZ        | +1 giro   | 4     |
| 8    | Barry Smith            | Derbi     | +1 giro   | 3     |
| 9    | Jerry Lancaster        | Honda     | +1 giro   | 2     |
| 10   | Lous van Rijswijk, Jr. | Yamaha    | +1 giro   | 1     |
| 11   | Bruno Veigel           | Honda     | +1 giro   |       |
| 12   | Adolf Ohligschläger    | Yamaha    | +1 giro   |       |
| 13   | Chas Mortimer          | Villa     | +1 giro   |       |
| 14   | John Ringwood          | MZ        | +2 giri   |       |

## Classe 50

### Arrivati al traguardo
| Pos. | Pilota               | Moto       | Tempo     | Punti |
| ---- | -------------------- | ---------- | --------- | ----- |
| 1    | Barry Smith          | Derbi      | 30' 53" 3 | 15    |
| 2    | Jan de Vries         | Kreidler   | +11"      | 12    |
| 3    | Aalt Toersen         | Kreidler   | +26" 6    | 10    |
| 4    | Paul Lodewijkx       | Jamathi    | +49"      | 8     |
| 5    | Rudolf Kunz          | Kreidler   | +1' 11" 7 | 6     |
| 6    | Jos Schurgers        | Kreidler   | +1' 13" 8 | 5     |
| 7    | Santiago Herrero     | Derbi      | +1' 31" 2 | 4     |
| 8    | Gilberto Parlotti    | Tomos      | +1' 32"   | 3     |
| 9    | Ludwig Faßbender     | Kreidler   | +2' 11" 3 | 2     |
| 10   | Eugenio Lazzarini    | Morbidelli | +2' 22" 6 | 1     |
| 11   | Jan Bruins           | Kreidler   | +2' 22" 9 |       |
| 12   | Teunis Ramaker       | Kreidler   | +2' 51" 2 |       |
| 13   | Jan Huberts          | Kreidler   | +3' 04" 7 |       |
| 14   | H. Meyer             | Kreidler   | +3' 29" 7 |       |
| 15   | Winfried Reinhard    | Reimo      | +3' 32" 1 |       |
| 16   | Janko-Florijan Štefe | Tomos      | +3' 32" 8 |       |
| 17   | Adrijan Bernetič     | Tomos      | +4' 16" 3 |       |
| 18   | Bruno Veigel         | Honda      | +4' 16" 6 |       |
| 19   | H. van Beek          | Kreidler   | +1 giro   |       |
| 20   | Jean-Louis Pasquier  | Derbi      | +1 giro   |       |
| 21   | Ruud Ijpelaar        | DKW        | +1 giro   |       |

## Classe sidecar
Per le motocarrozzette si trattò della 112ª gara effettuata dall'istituzione della classe nel 1949; si sviluppò su 14 giri, per una percorrenza di 107,856 km.
Giro più veloce di Helmut Fath/Wolfgang Kalauch (URS) in 3' 30" 6 a 132,700 km/h.

### Arrivati al traguardo
| Pos | Pilota                | Passeggero       | Moto | Tempo     | Punti |
| --- | --------------------- | ---------------- | ---- | --------- | ----- |
| 1   | Helmut Fath           | Wolfgang Kalauch | URS  | 49' 59" 1 | 15    |
| 2   | Georg Auerbacher      | Hermann Hahn     | BMW  | +41" 3    | 12    |
| 3   | Helmut Lünemann       | Neil Caddow      | BMW  | +2' 07" 4 | 10    |
| 4   | Arsenius Butscher     | Josef Huber      | BMW  | +2' 38" 7 | 8     |
| 5   | Franz Linnarz         | Rudolf Kühnemund | BMW  | +3' 32" 5 | 6     |
| 6   | Heinz Luthringshauser | Geoffrey Hughes  | BMW  | +6' 06" 9 | 5     |
| 7   | Jean-Claude Castella  | Albert Castella  | BMW  | +1 giro   | 4     |
| 8   | Richard Wegener       | Adi Heinrichs    | BMW  | +1 giro   | 3     |
| 9   | Hermann Oosterloo     | Karel Hermans    | BMW  | +1 giro   | 2     |